# Uvarovit
Uvarovit je minerál patřící do skupiny granátů. Byl objeven v roce 1832 a pojmenován po hraběti Sergeji Semjonoviči Uvarovovi, ruském státníkovi a amatérském sběrateli minerálů. Jedná se o jeden z nejvzácnějších minerálů ze skupiny granátů. Jeho smaragdově zelené zbarvení je zapříčiněno zvýšeným obsahem chromu.

## Vznik
Jedná se o vznik metamorfní, popřípadě hydrotermální. Téměř výhradně se vyskytuje v horninách se zvýšeným obsahem Cr, ultrabazitech s chromitem, serpentinitech a skarnech.

## Vlastnosti
- Fyzikální vlastnosti: Tvrdost 6,5 až 7, malé krystalky dokonale vyvinuté, hustota 3,9 g/cm³, štěpnost chybí, lom nerovný až lasturnatý.
- Optické vlastnosti: Barva sytě tmavě zelená. Lesk skelný, průhlednost: průhledný, průsvitný, vryp bílý.
- Chemické vlastnosti: Složení: Ca 24,02 %, Cr 20,78 %, Si 16,84 %, O 38,36 %, je nerozpustný, není radioaktivní.

## Výskyt
- Saran, Ural, Rusko (vyskytuje se jako krystaly do 8 mm velké na puklinách chromitu)
- Outokump, Finsko (krystaly velké až 2 cm)
- Orford, Québec, Kanada